# Harcerská polní pošta

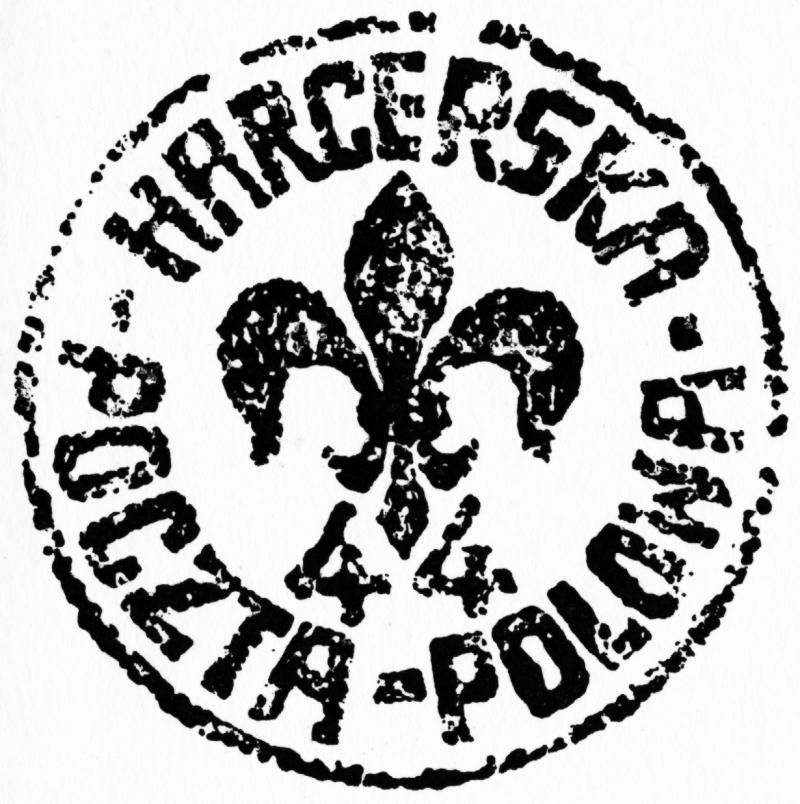
Razítko užívané od 10. do 20. srpna 1944 v oblasti Śródmieście-Południe.

Harcerská polní pošta (pl. Harcerska Poczta Polowa) byla polní pošta zorganizovaná varšavskými harcery během varšavského povstání na území povstalecké Varšavy. Oficiálně vznikla 4. srpna, ovšem v oblasti Śródmieście-Południe fungovala již 2. srpna.
Drtivou většinu jejích listonošů tvořili Zawiszové Šerých řad (tj. harceři a harcerky ve věku 12–15 let). Ti byli schopni distribuovat denně 3–6 tisíc listů, za absolutní vrchol jejich činnosti lze považovat 13. srpen, kdy roznesli asi 10 tisíc listů. Celkově počet psaní distribuovaných v průběhu 63 dnů trvajícího povstání se odhaduje na 200 tisíc psaní.
Řada listonošů musela přitom podstupovat enormní riziko. Běžně se pohybovali zemí nikoho a odstřelovanými územími, celé město bylo též neustále bombardováno a ostřelováno dělostřelectvem. Mnoho z nich padlo nebo bylo raněno.